# Michael von der Schulenburg
Michael Sergius Graf von der Schulenburg (ur. 16 października 1948 w Monachium) – niemiecki dyplomata i polityk, funkcjonariusz ONZ i OBWE, deputowany do Parlamentu Europejskiego X kadencji.

## Życiorys
Wychowywał się w NRD, zdał egzamin maturalny w Königs Wusterhausen, po czym odbył służbę wojskową. W 1969 przedostał się do RFN. W 1975 uzyskał magisterium z ekonomii na Wolnym Uniwersytecie Berlińskim. Kształcił się również w London School of Economics oraz w École nationale d’administration. Od drugiej połowy lat 70. pracował w strukturach ONZ, brał udział w różnych misjach w takich krajach jak Haiti, Pakistan, Iran czy Afganistan. W latach 1999–2000 był dyrektorem do spraw operacji i analiz w Biurze Narodów Zjednoczonych ds. Narkotyków i Przestępczości (UNODC). Od 2001 do 2005 pełnił funkcję dyrektora do spraw zarządzania i finansów w Organizacji Bezpieczeństwa i Współpracy w Europie. W 2005 został mianowany zastępcą specjalnego wysłannika do spraw politycznych w Iraku. Zajmował to stanowisko do 2007, w 2008 był zastępcą sekretarza generalnego ONZ (w departamencie UNDPA). Później został pełniącym obowiązki przedstawiciela wykonawczego Zintegrowanego Biura Narodów Zjednoczonych ds. Budowania Pokoju w Sierra Leone (UNIPSIL), a w 2009 przedstawicielem wykonawczym tego biura. Pracę w Sierra Leone zakończył w 2012, w kolejnych latach zajmował się prowadzeniem wykładów i publicystyką.
W lutym 2023 w trakcie inwazji Rosji na Ukrainę podpisał Manifest für Frieden, petycję zapoczątkowaną przez Sahrę Wagenknecht i Alice Schwarzer, której sygnatariusze wzywali do rozmów pokojowych i zaniechania przez Niemcy dostaw broni dla wojsk ukraińskich. Związał się następnie z utworzonym w 2024 Sojuszem Sahry Wagenknecht. W wyborach w tym samym roku z jego ramienia uzyskał mandat posła do PE X kadencji.